# Pere V d'Alexandria
Pere V d'Alexandria va ser Patriarca Ortodox d'Alexandria cap a l'any 680.
Va succeir a Teodor II, que havia participat al Sínode de l'any 655. De Pere V se sap que va ser present al Tercer Concili de Constantinoble (considerat el VI Concili Ecumènic) celebrat els anys 680 i 681 i que va signar les actes amb el títol de «Bisbe d'Alexandria».
En realitat va ser, com el seu predecessor, un dels coadjutors que Venance Grumel anomena τοποτηρητής, ('topotērētēs, plural topotērētai, 'lloctinent' o literalment 'guardià del lloc') que administraven el tron patriarcal a l'inici de la conquesta musulmana d'Egipte. El seu successor en el càrrec va ser Pere VI d'Alexandria. La llista dels considerats coadjutors va des de l'any 652 al 725.